# Gerald Leutert

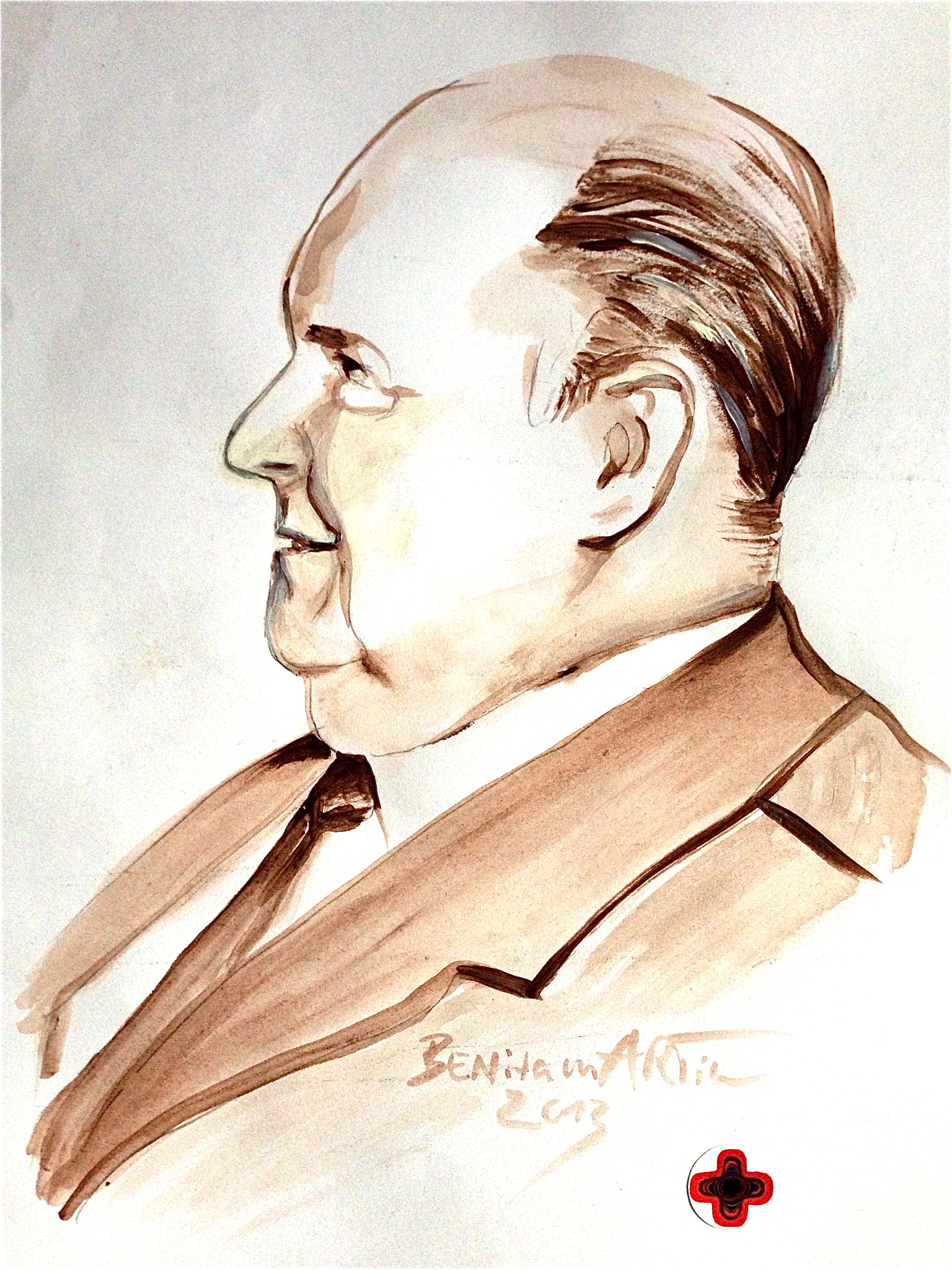
Porträt von Gerald Leutert

Gerald Kurt Leutert (* 16. Juli 1929 in Waldheim; † 1. Juni 1999 in Leipzig) war ein deutscher Mediziner und Anatom. Er war Professor für makroskopische Anatomie an der Universität Leipzig und 1990/91 deren Interimsrektor.

## Leben und Werk

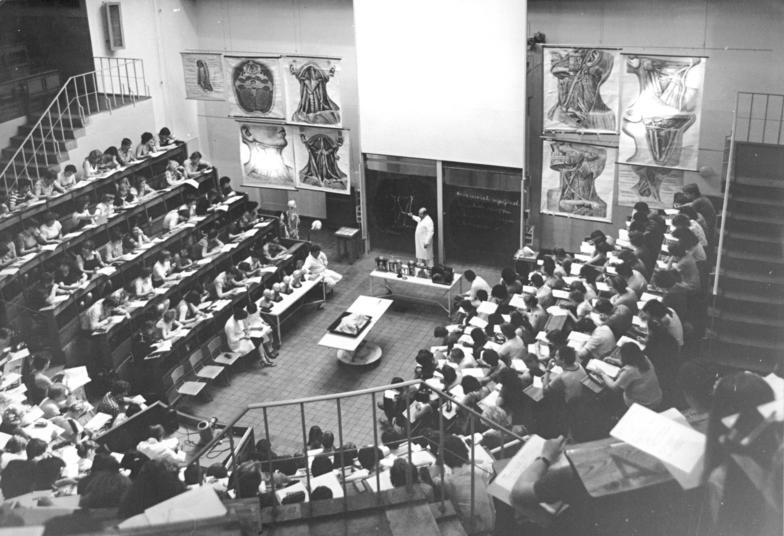
Gerald Leutert in der Vorlesung (1981)

Gerald Leutert wurde 1929 in Waldheim geboren. Er studierte an der Universität Leipzig Humanmedizin. Dort promovierte er 1953 mit einer Dissertation Über den Bau der Sehne des Musculus fibularis longus im Bereich des äußeren Fußrandes. Im Anschluss arbeitete er unter Max Bürger (1885–1966) in der Klinik für Innere Medizin der Universität Leipzig. Erst 1957 entschied er sich endgültig für die Anatomie, wurde wissenschaftlicher Assistent (ab 1958 Oberassistent) bei Kurt Alverdes (1896–1959) am Anatomischen Institut und absolvierte die Facharztausbildung. 
1962 wurde Leutert unter Rolf Bertolini mit einer Arbeit Über die histologische Biomorphose der menschlichen Stimmlippen für das Fach Anatomie habilitiert und 1963 zum Prosektor ernannt. 1967 wurde er zum Professor mit Lehrauftrag für Anatomie, 1969 zum ordentlichen Professor für Makroskopische Anatomie berufen.
Ab 1970 führte er die Altersforschung unter der Bezeichnung Gerontologie fort. Dies tat er gemeinsam mit dem Internisten Werner Ries, dem klinischen Chemiker Wolfgang Rotzsch (1930–2008) (beide wie er Schüler von Max Bürger) sowie dem Biophysiker Walter Beier, Gründer des Instituts für Biophysik an der Medizinischen Fakultät der Universität Leipzig.
Nach der Berufung von Bertolini auf den Lehrstuhl für Anatomie der Humboldt-Universität zu Berlin wurde Leutert 1980 zunächst amtierender, dann Direktor des Instituts in Leipzig. Im Februar 1990 wurde er zum Prorektor für Medizin und im Juni 1990 zum Rektor ad interim der Universität Leipzig gewählt. Dieses Amt hatte er bis 1991 inne. Danach arbeitete er bis zu seiner Erkrankung im Jahre 1995 wieder als Prorektor und Institutsdirektor.
1999 starb Gerald Leuter im Alter von 69 Jahren.

## Schriften (Auswahl)
Leuterts wissenschaftliche Arbeit auf dem Gebiet der anatomischen Morphologie und experimentellen Gerontologie schlug sich in 122 Veröffentlichungen nieder.
Gemeinsam mit Rolf Bertolini verfasste er einen „Atlas der Anatomie des Menschen“ in drei Bänden.
- Über den Bau der Sehne des Musculus fibularis longus im Bereich des äußeren Fußrandes. Dissertation. Universität Leipzig, 1953.
- Über die histologische Biomorphose der menschlichen Stimmlippen. Habilitation. Universität Leipzig, 1962.
- mit Rolf Bertolini: Systematische Anatomie des Menschen. Volk und Gesundheit, Berlin 1987 und Fischer, Stuttgart 1987.
- Die anatomischen Nomenklaturen von Basel, Jena, Paris in dreifacher Gegenüberstellung. Thieme, Leipzig 1963.
- Systematische und funktionelle Anatomie des Menschen für mittlere medizinische Fachkräfte. Thieme, Leipzig 1969.
- mit Rolf Bertolini: Atlas der Anatomie des Menschen – nach systematischen und topographischen Gesichtspunkten. Thieme, Leipzig 1978 und Springer, Berlin 1978.
- mit Rolf Bertolini: Systematische Anatomie des Menschen. Volk und Gesundheit, Berlin 1979 und Fischer, 1979, Urban & Fischer, Stuttgart 2002, ISBN 3-86126-077-8.